# Homalomena impudica
Homalomena impudica là một loài thực vật có hoa trong họ Ráy (Araceae). Loài này được Hersc. & A.Hay mô tả khoa học đầu tiên năm 2003.